# Charles Lucien Léandre
Charles Lucien Léandre, (Champsecret, 22 de julho de 1862–Paris, 24 de maio de 1934) foi um ilustrador, litógrafo, caricaturista, desenhista, escultor e pintor francês.

## Biografia
Charles Léandre era filho de um oficial de carreira, originário de Domfront, que foi prefeito de Champsecret até sua morte acidental aos sessenta anos, em 1868. Aluno mediano na faculdade, a única disciplina em que se destacava era desenho. :29 Seus pais aspiravam a uma carreira militar para ele, e foi apenas por uma feliz coincidência que Charles Léandre conseguiu satisfazer suas aspirações artísticas.
Charles Léandre seguiu as aulas de Bourgeois, professor de desenho. :29 Durante uma viagem de trem a Paris em 1878, sua mãe conheceu a esposa do pintor Émile Bin, com quem conheceu a profissão de pintor. Ela elogia a vida de artista e o incentiva a indicar o filho ao marido. No dia seguinte Charles Léandre foi à oficina de Émile Bin que o acolheu e se tornou seu professor durante dois anos.  Foi na oficina de Bin que ele fez suas primeiras caricaturas.
Em 1880, Léandre matriculou-se com seu amigo Maurice Eliot na École des beaux-arts de Paris :15 onde ingressaram na classe de Adolphe Yvon  e depois Alexandre Cabanel . Ele participa de competições e ganha dois prêmios.  Em 1882, foi aceito no concurso para ensino de desenho nas escolas da cidade de Paris, :124 onde ensinou ficou até 1897.
Depois de alugarem juntos, em 1882, uma pequena oficina parisiense no 31, Boulevard de Clichy, Charles Léandre e seu amigo Eliot mudaram-se em 1884 para uma oficina perto de Place Pigalle.  :36
Paralelamente à sua atividade de docente, continua o seu trabalho pessoal como pintor. Foi admitido no Salão dos Artistas Franceses com a pintura intitulada Fanchon la tricoteuse (1882).  Léandre enviou pinturas e retratos para o Salão dos Artistas Franceses e foi premiado com menção honrosa, em 1888, com Les Mauvais Jours (hoje em Museu de Barcelona). Charles Léandre é premiado com medalha de bronze na Exposição Universal de 1889 por uma pintura a óleo sobre tela: la Mère, ou Dormio cor meum vigilat. :22
Em 1890, Charles Léandre mudou-se para a Lepic, 59, onde alugou uma oficina e um apartamento onde viveu durante 25 anos.
Em 1891, Charles Léandre foi premiado com uma segunda medalha no Salão dos Artistas Franceses, com os Longs Jours. :22 No final de 1896, tornou-se membro da Sociedade de Pintores-Litógrafos, produzindo o seu primeiro cartaz (1897). 
Em 1900, o artista estava no auge da carreira: durante a Exposição Universal, foi um dos cinco litógrafos selecionados para criar duas composições sobre um tema imposto nas gravuras decorativas dos palácios centenários. Léandre obtém medalha de ouro. :56 Ele foi nomeado cavaleiro da Legião de Honra em 1900. :125
Em 1904, criou a Sociedade de Pintores Humoristas que incluía, entre outros, Cappiello, Abel Faivre, Poulbot, Forain, Sem e Jules Chéret. :151
Em 1921, Léandre obteve a medalha de honra da Sociedade dos Artistas Franceses, na seção de gravura, uma das mais importantes distinções que um artista pode obter. :125 Em 1925, Charles Léandre foi promovido a Oficial da Legião de Honra.  :125
Ele morreu em 1934 em Paris em seu estúdio em Caulaincourt. 
Membro da Sociedade dos Normandos de Paris e muito apegado às suas terras, o pintor passava sempre os verões na sua casa em Champsecret e aí optou por seu sepultamento.

## Caricaturista, retratista e ilustrador

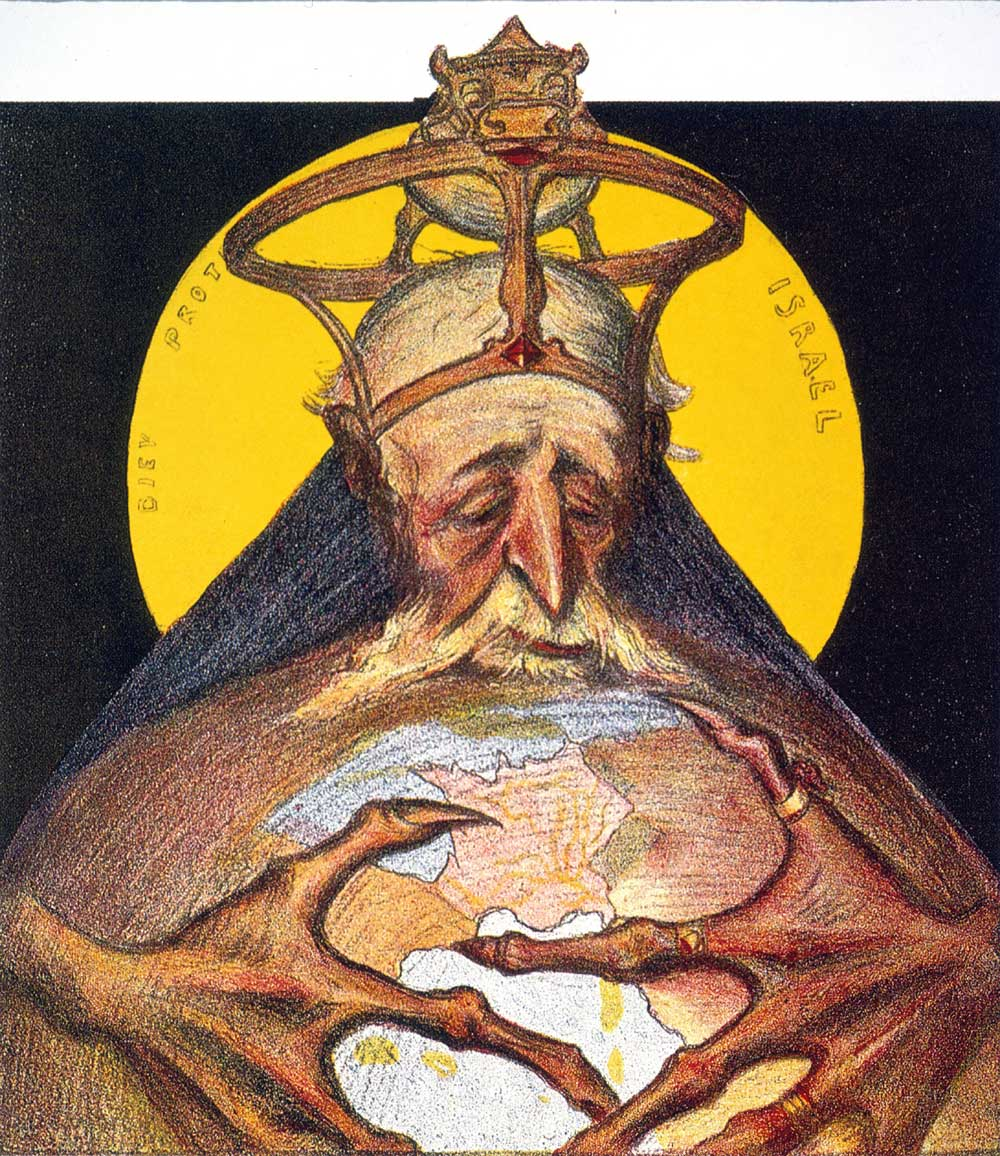
Le roi Rothschild, caricatura antissemita para a primeira página do jornal Le Rire publicada durante o caso Dreyfus.

Caricaturista de jornais ilustrados (Le Chat noir, La Vie moderne, Le Figaro, Le Rire, le Grand Guignol), esboçou com entusiasmo os grandes nomes de seu tempo (Rainha Vitória, Clemenceau, Zola e muitos outros). Segundo Théophile Gautier, Charles Léandre soube particularmente destacar a "particularidades ridículas de uma figura ou de um indivíduo". :40
Ele era de fato um talentoso retratista e seus trabalhos em pastel são uma referência. No que diz respeito aos pastéis de Léandre, Émile Bayard em sua obra Caricatures et caricaturistes prefaciada por Léandre e publicada em 1900 indica que "Os pastéis de Léandre estão imbuídos desta mesma ciência da elegância e do gosto requintado ; lembram-nos as melhores produções do género, sem se afastarem da execução demasiado original e inútil tão em voga hoje, com a preocupação única pela verdade, para chegar o mais próximo possível da natureza admirável, longe de todas as vãs teorias de expressão". 
Resolveu fazê-lo ilustrando livros, nomeadamente Madame Bovary de Gustave Flaubert, Les dix contes du pays de Caux de Guy de Maupassant, o Le gendarme est sans pitié de Georges Courteline, e Os Três Mosqueteiros de Alexandre Dumas.

### Obras
Em 1999, a cidade de Condé-sur-Noireau, ajudada pela região e pelo departamento, adquiriu a coleção do farmacêutico Henri Buron, ex-curador e proprietário do Museu Charles Léandre de Montreuil-Bellay :2; o atual Museu Charles Léandre foi criado para abrigar essas 250 obras: pastéis, pinturas, desenhos originais, litografias, esculturas, cartazes, além de 70 obras ilustradas e um acervo documental composto por cartas autografadas, jornais satíricos, cartões postais e fotografias. 
A 2ª parte do acervo Buron e os recursos do ateliê do espólio do artista foram objeto de venda realizada em Bayeux em 16 de abril de 2017. 
Em Paris, o Museu de Montmartre dedicou-lhe uma exposição de 4 de outubro de 2007 a 20 de janeiro de 2008. 

## Galeria

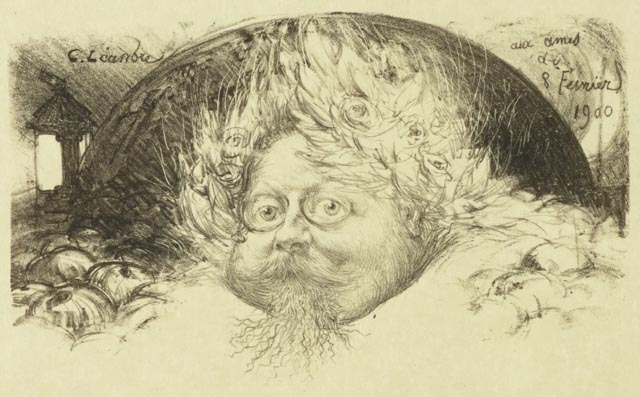
Autorretrato (1900)
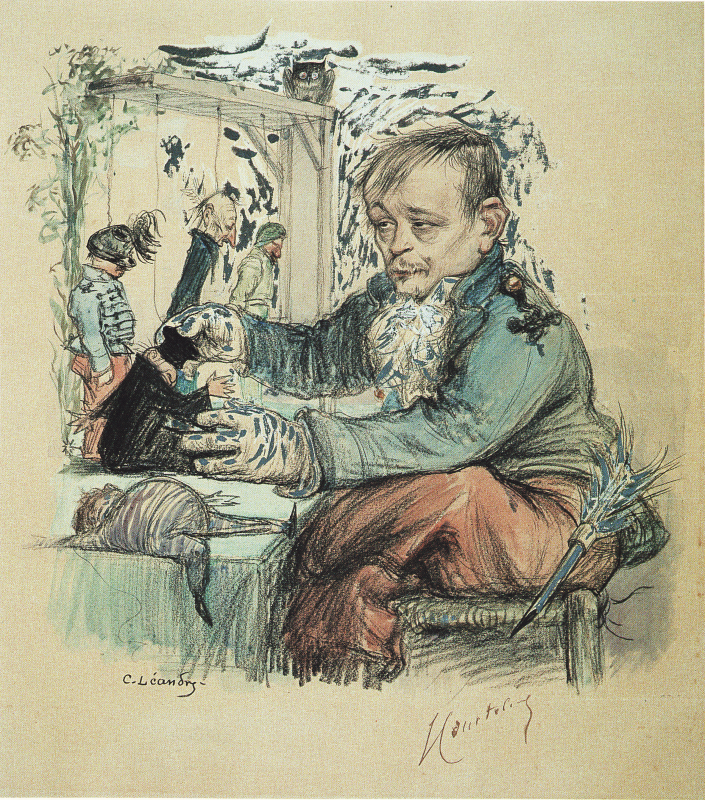
Courteline se divertindo com seu teatro de marionetes (Courteline s'amusant avec son théâtre de marionnettes), Aquarela e carvão
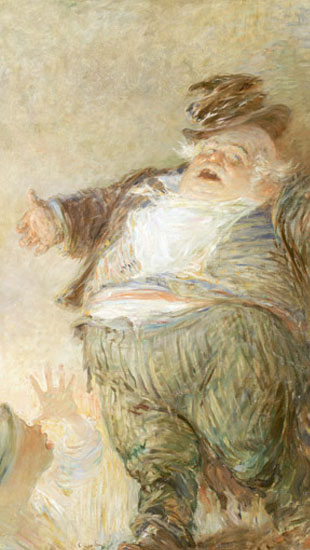
O Discurso do Prefeito (Discours du maire)
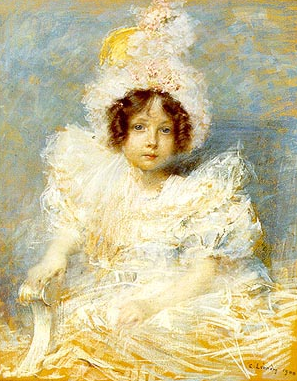
Mademoiselle Sybille Achard de Bonvouloir, Pastel, 1900
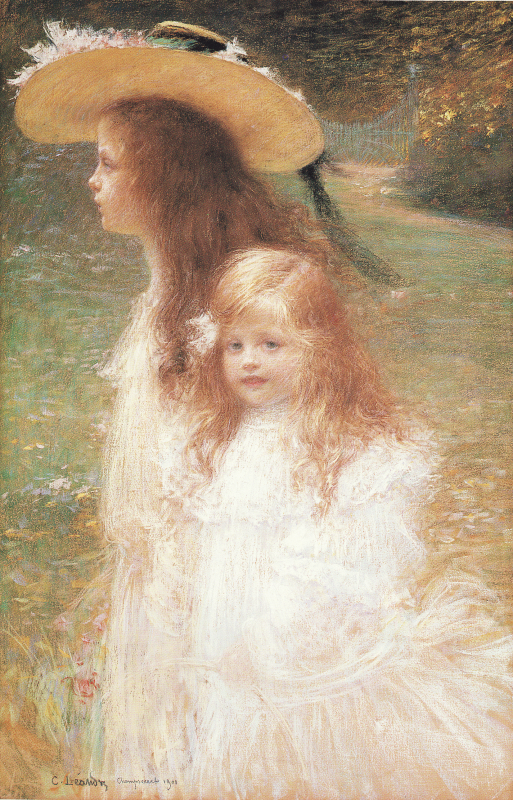
Jeanne et Madeleine Lemoine (Nièces de l'artiste) Pastel, 1901
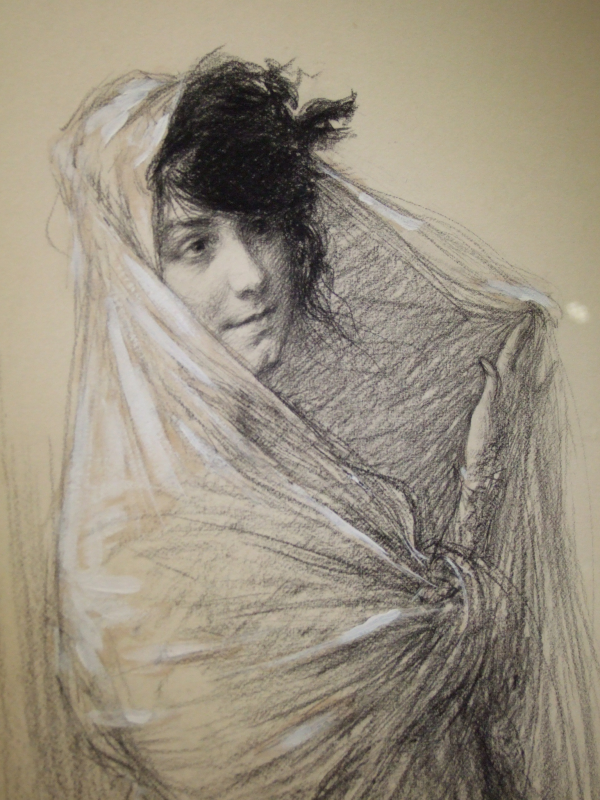
Jeune fille au châle, Pastel e carvão
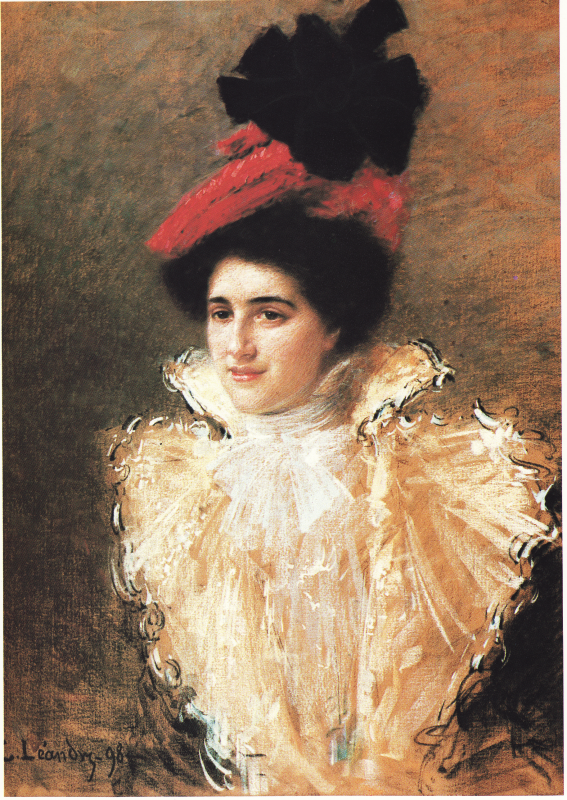
L'élégante au chapeau rouge, Pastel, 1898
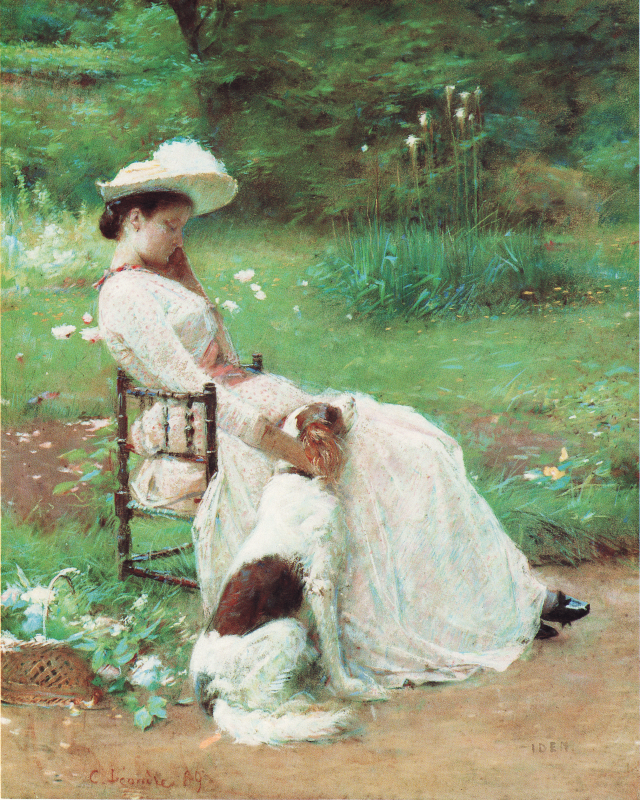
La femme au chien, Pastel, 1904
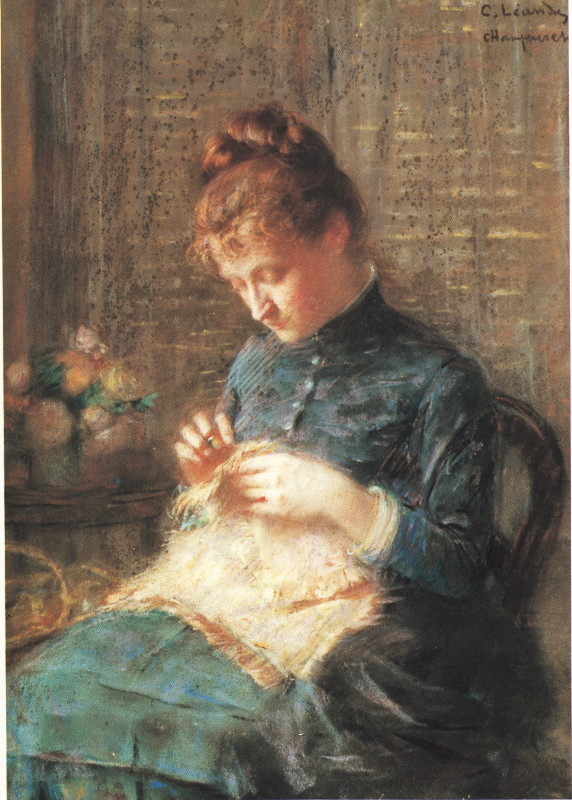
La mère du peintre, Pastel
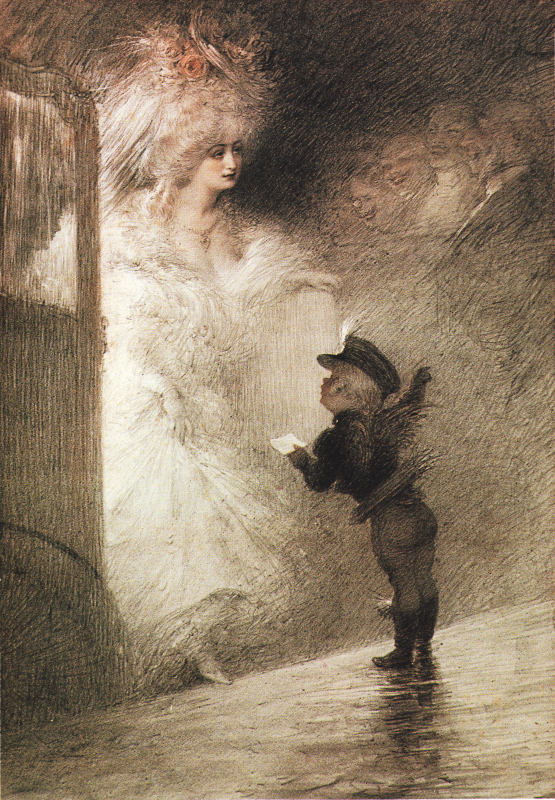
O Pequeno Mensageiro (Le petit messager), Litografia original
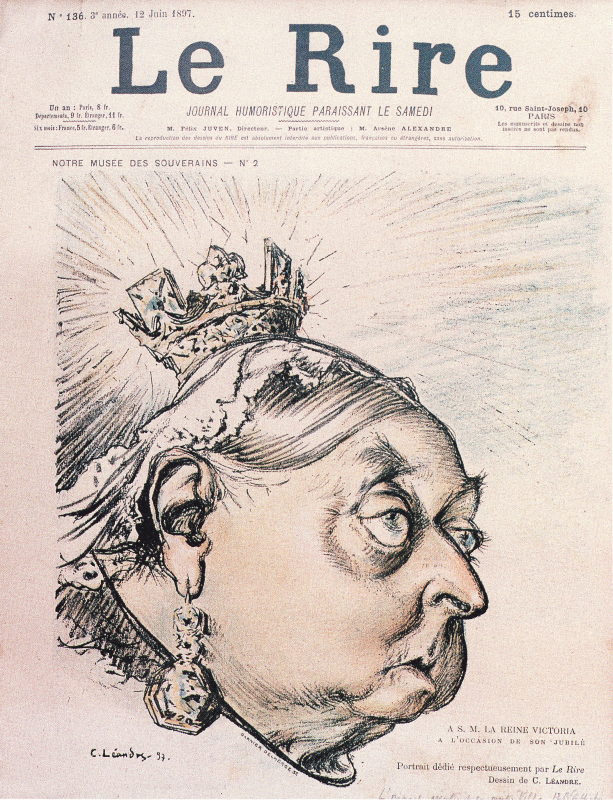
Para Sua Majestade a Rainha Vitória (A S.M. La Reine Victoria), 1897
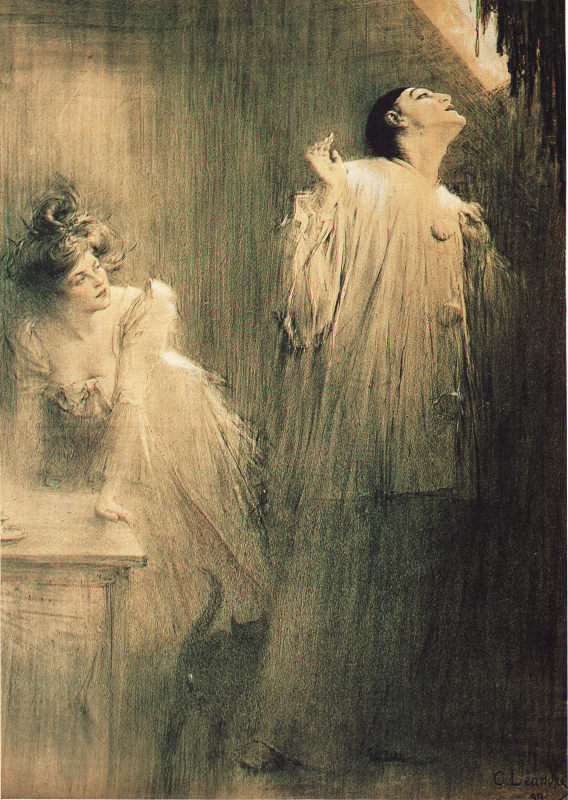
Pierrot e Colombina ou Os Cantomins de Xavier Privas (Pierrot et Colombine ou Les Cantomines de Xavier Privas), Cartaz, 1899
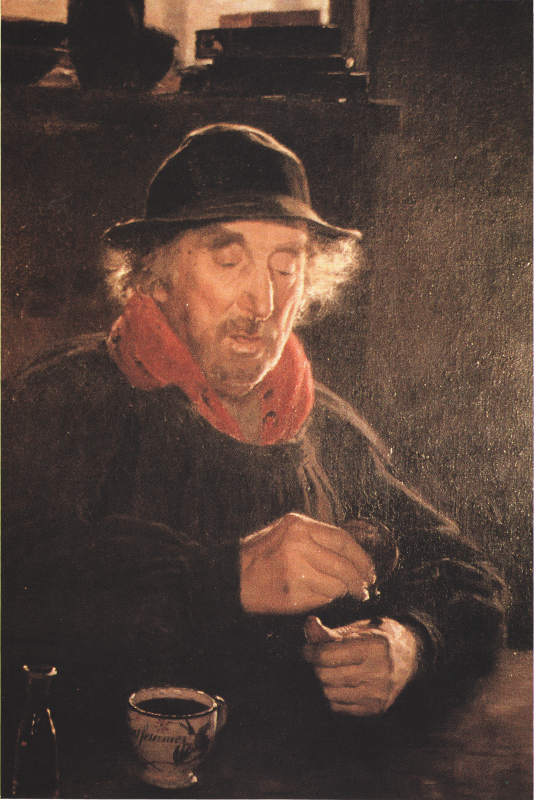
O leiloeiro normando (Le priseur normand), Pintura, 1884
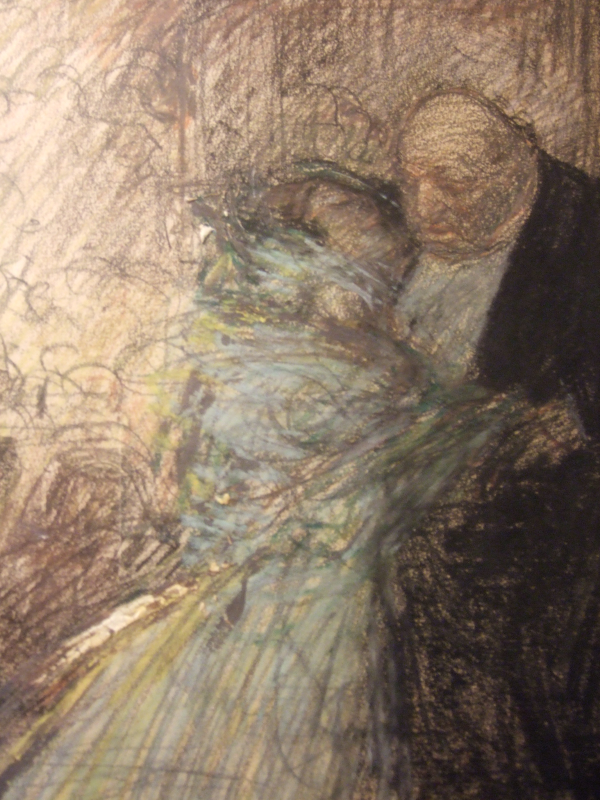
A Valsa (Le Valse), Desenho aquarela
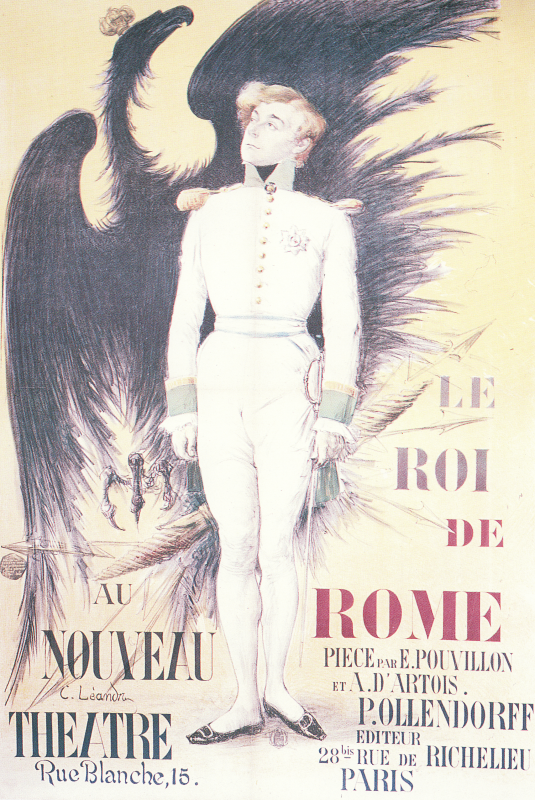
O Rei de Roma (Le Roi de Rome), Cartaz
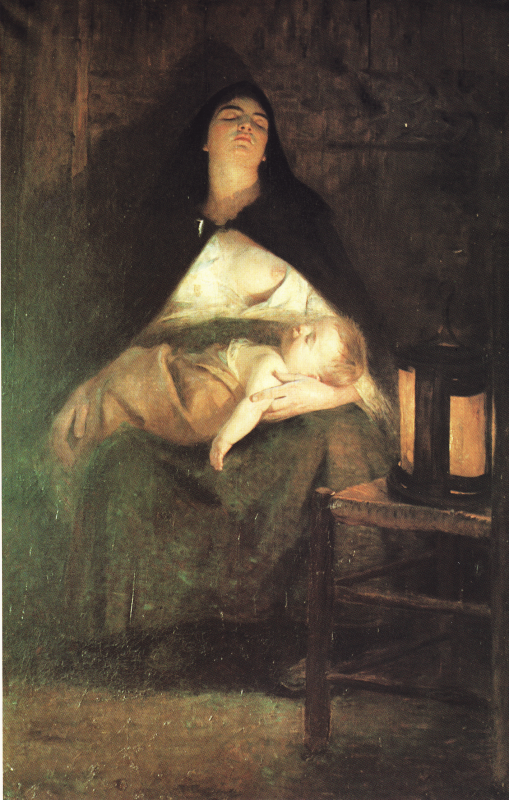
Eu durmo, mas meu coração está acordado (Je dors mais mon coeur veille), Pintura, 1889
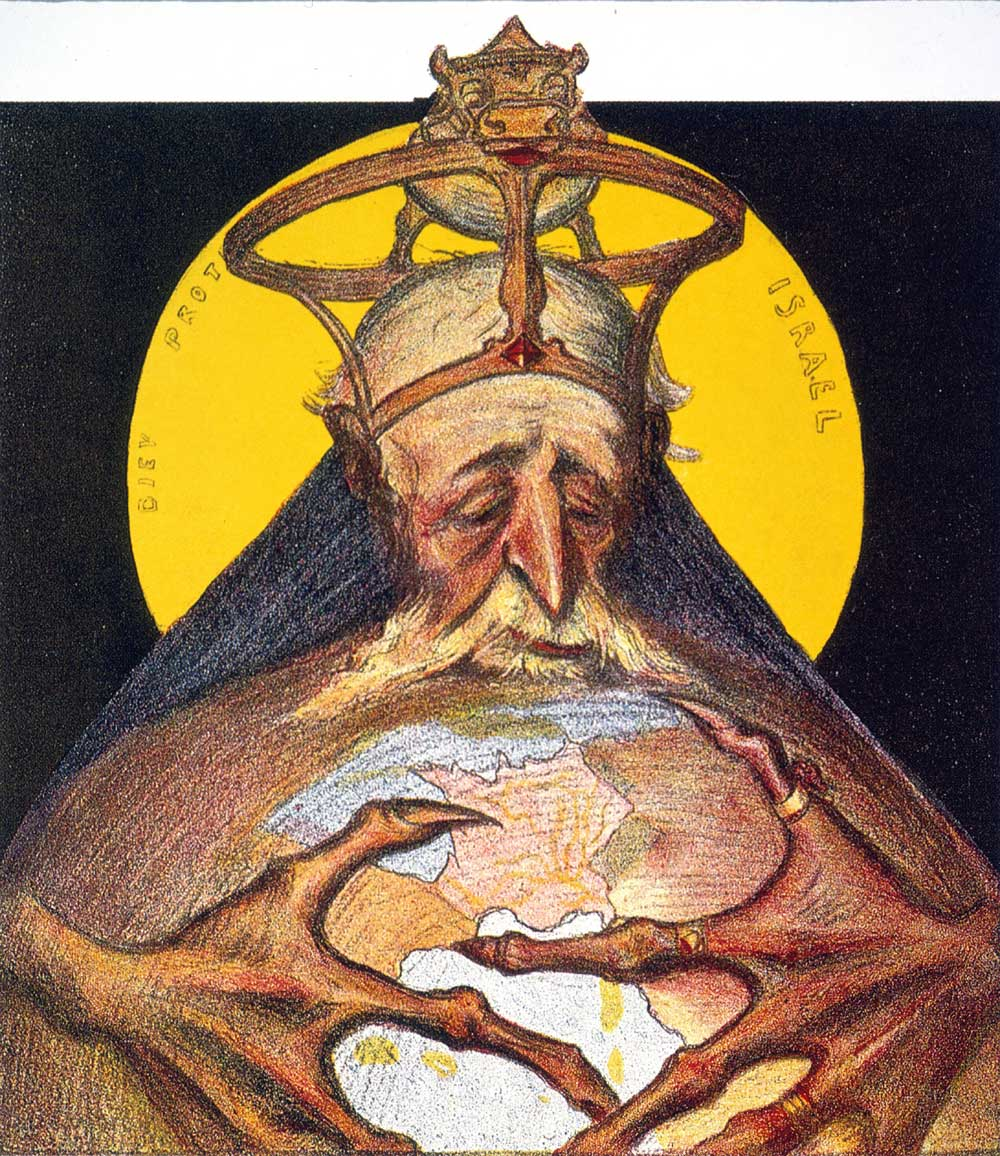
Rothschild, 1898
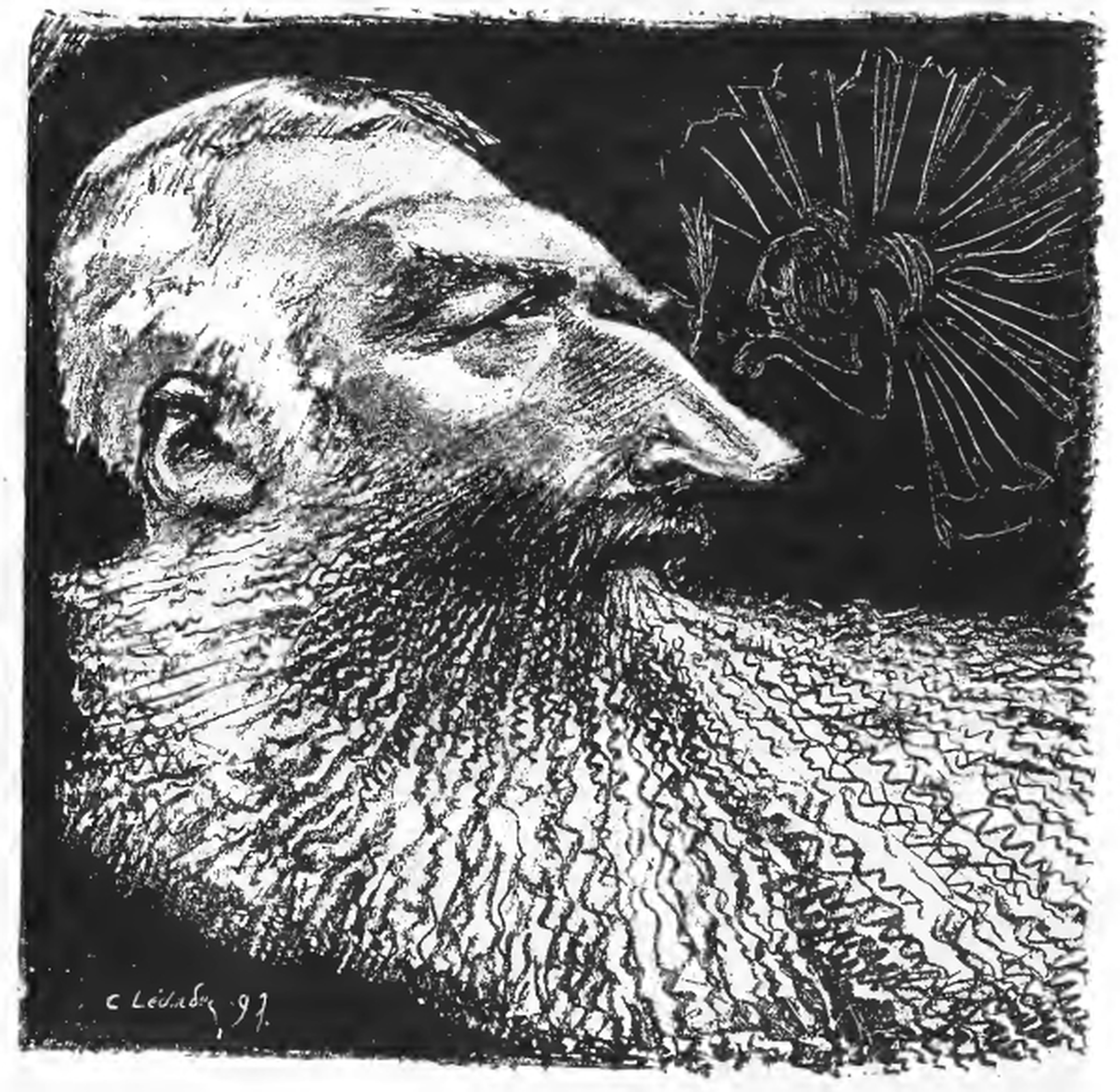
Leopoldo Rei dos Belgas (Leopold Roi Des Belges), 1897